# Połykacz
Połykacz (Eurypharynx pelecanoides) – gatunek głębinowej ryby z rzędu węgorzokształtnych (Saccopharyngiformes), jedyny przedstawiciel rodzaju Eurypharynx i rodziny połykaczowatych (Eurypharyngidae). Występuje we wszystkich oceanach. Charakteryzuje się bardzo dużą i pojemną jamą gębową. Na pokarm połykaczy składają się małe ryby, skorupiaki, głowonogi i plankton. Charakteryzuje się dymorfizmem płciowym, a jego larwy mają postać leptocefali.

## Charakterystyka
Charakterystyczną cechą tej ryby jest bardzo duża szczęka i rozciągliwa gardziel, z workiem gardzielowym przypominającym wór skórny u pelikanów (stąd łacińska i angielska nazwa gatunku). Jama gębowa ma dużą pojemność: u osobnika mierzącego 35 cm i którego ciało ma objętość około 9 cm³, jama gębowa mieści maksymalnie 100 cm³ wody. W górnej części jamy gębowej biegnie od brzegu paszczy do ujścia przełyku jasne pasmo tkanki, równoległe do szkieletu osiowego ryby, w tylnej części rozszerzające się w palczaste pasma biegnące w stronę boczną i brzuszną jamy gębowej. Histologicznie wykazano w tej tkance obecność komórek gruczołowych, wypełnionych kwasochłonnymi białkowymi ziarnistościami. Nielsen i wsp. wysunęli hipotezę, że komórki te produkują enzymy trawienne albo toksyczne substancje, oddziałujące na zdobycz zamkniętą w jamie gębowej i prawdopodobnie przebywającą tam przez pewien czas poprzedzający połknięcie i strawienie.
Mózgoczaszka stanowi zaledwie 1/10 długości całej czaszki. W szczękach znajdują się liczne drobne zakrzywione zęby, ustawione w kilku szeregach. Oczy ma małe, nozdrza przednie i tylne do przodu od oczu, blisko siebie. Niezwykłą cechą, wspólną dla rodzajów Saccopharynx i Eurypharynx, jest obecność sześciu par szpar pomiędzy łukami skrzelowymi zamiast typowych dla ryb kostnoszkieletowych – pięciu. Szczeliny otoczone są zwierającymi mięśniami okrężnymi. Wydłużone ciało ma długi i giętki ogon, wyposażony na końcu w narząd świetlny (fotofor) o prostej budowie. U żywych jeszcze zwierząt obserwowanych po złowieniu narząd ma barwę różową lub czerwoną. Przypuszcza się, że koniec ogona połykacza może służyć do wabienia zdobyczy w kierunku paszczy zwierzęcia, jednak nie obserwowano nigdy tego zachowania. Najmniejsze złowione, dorosłe osobniki miały 9 cm, maksymalna długość wynosiła 62 cm. Niektóre źródła podają maksymalną długość do 100 cm.
Szkielet jest silnie zredukowany. Połykacze mają przetrwałą strunę grzbietową na całej długości kręgosłupa. Kręgosłup otaczają wypełnione chłonką przestrzenie.
Mózgowie waży 17,9–20 mg (wskaźnik encefalizacji 0,617–0,27).
Obecne płetwy: grzbietowa, odbytowa, szczątkowe płetwy piersiowe, brak płetwy ogonowej. Po obu stronach płetwy grzbietowej biegnie jasna linia lub rowek, o niewyjaśnionej funkcji. Zarówno płetwa grzbietowa, jak i odbytowa kończą się mniej więcej w połowie długości ciała. Linia boczna składa się z szeregu wypukłych rurek zamiast otworów. Połykacz nie ma łusek. Cała ryba jest koloru czarnego. Jej ciało jest stosunkowo delikatne i zazwyczaj złowiona w sieci jest poważnie uszkodzona; rzadkością są nienaruszone osobniki. Zazwyczaj uszkodzone są długie szczęki i ogon ryby.
Przewód pokarmowy wąski, częściowo jest zabarwiony na czarno, głównie w obrębie jamy gębowej, ale nie w całości, jak u niektórych gatunków głębinowych węgorzy (np. Bathycongrus aequoreus, Coloconger scholesi). Połykacz nie ma pęcherza pławnego.

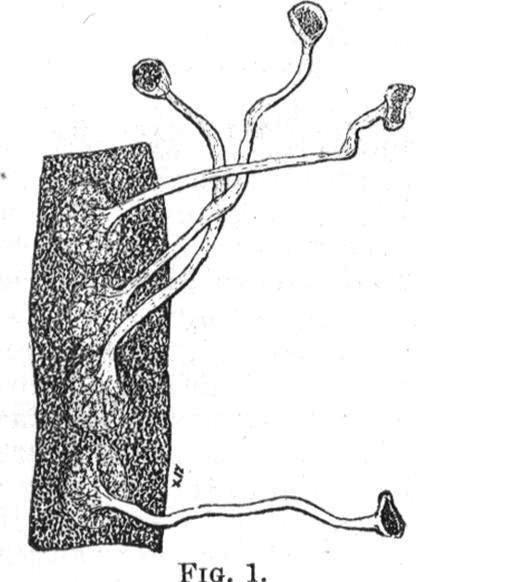
Szypułkowaty narząd linii bocznej na rycinie z 1884 roku

Serce oddalone od czaszki, na poziomie mniej więcej 18. kręgu, bardzo blisko brzusznej powierzchni ciała. Grube osierdzie stanowiące główną ochronę serca prześwituje przez przezroczystą skórę ryby. Włókna osierdzia są ściśle połączone ze szkieletem płetw piersiowych, co stanowi kolejny ewenement anatomiczny tego gatunku.
Występuje dymorfizm płciowy. Obserwuje się zmiany degeneracyjne u samców połykaczy po osiągnięciu dojrzałości płciowej: powiększeniu ulegają narządy węchowe, a zęby i szczęki ulegają redukcji. Uważa się, że połykacz przechodzi rozród raz w ciągu całego życia. Spermatogeneza u samców przebiega synchronicznie. Gonady mają płacikowatą budowę, przypuszczalnie są hermafrodytyczne, jajniki policykliczne. Gonady zwiększające swoją objętość w jamie brzusznej ryby uciskają żołądek i jelito powodując ich atrofię, a po zakończeniu rozrodu zwierzę najprawdopodobniej ginie.

## Biologia

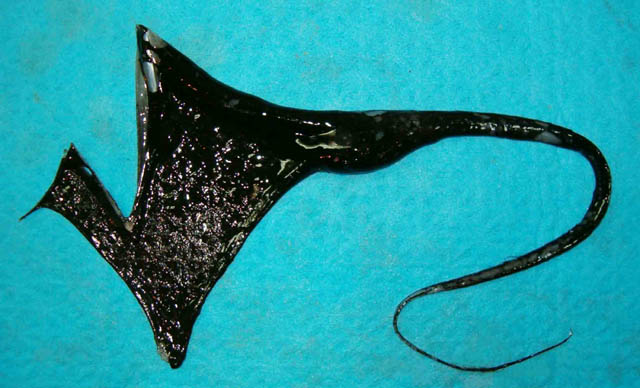
Inny okaz połykacza, złowiony przez dr Ángeles Armesto z Instituto Español de Oceanografía u wybrzeży Nowej Fundlandii

Na pożywienie połykacza składają się: ryby, skorupiaki, głowonogi i plankton. W pracy Nielsena zawartość przewodu pokarmowego połykaczy oceniono u 120 okazów; u pozostałych 85% okazów żołądki były puste, zwierzęta były zbyt poważnie uszkodzone i wytrzewione, bądź przetrawiona zawartość nie była możliwa do oceny. U 87 połykaczy zidentyfikowano w żołądkach skorupiaki, u 37 ryby, u 18 gronorosty, u 15 głowonogi, u 15 szczecioszczękie, u 8 osłonice, u 4 krążkopławy i u jednego wstężnice.
Prawdopodobnie po złapaniu zdobyczy w obszerną paszczę zamyka ją, pozbywa się wody przez skrzela i połyka swój pokarm. Uważa się, że tak jak inne wydłużone głębinowe ryby połykacz przyjmuje pionową pozycję i wypatruje sylwetek drobnych organizmów na tle przebijającego się na tę głębokość resztkowego promieniowania słonecznego. Jest to możliwe w górnej granicy zasięgu występowania połykaczy, czyli poniżej 1000 m. Ponieważ żołądek tej ryby nie jest tak rozciągliwy jak u pozostałych przedstawicieli rzędu Saccopharyngiformes, przypuszczalnie odżywia się raczej małymi organizmami. Największą znalezioną w żołądku połykacza zdobyczą była 10 cm długości ryba z rodzaju Dysalotus (osobnik połykacza miał długość 47,5 cm).
Badanie mięśni połykacza wykazało u niego przewagę mięśni poprzecznie prążkowanych białych nad czerwonymi, co sugeruje strategię polowania z ukrycia, zamiast aktywnego ścigania zdobyczy.
Pasożytami Eurypharynx i Saccopharynx są tasiemce Pistana eurypharyngis. Eurypharynx stanowi mało istotny element diety kaszalota małego.
Jest jajorodny, larwy typu leptocefali.

## Występowanie
Połykacze występują w oceanach, od Islandii (65°N) po 48° równoleżnik na południu, na głębokościach 500–3000 m (7625 m) (mezo-, abyso- i batypelagial). Dawniej był opisywany jako rzadki, obecnie uważa się, że jest stosunkowo częstym gatunkiem. W największej pracy poświęconej temu gatunkowi przebadano 760 złowionych okazów. Połykacz nie ma znaczenia gospodarczego.

## Genetyka
Badania nad genomem mitochondrialnym (mitogenomem) Elopomorpha wykazały, że sekwencja genów gatunków Eurypharynx pelecanoides i Saccopharynx lavenbergi różni się diametralnie od wszystkich innych znanych kręgowców. Analiza filogenetyczna przy użyciu sekwencji mitogenomów 59 gatunków ryb wykazała wspólne pochodzenie tej kolejności genów od typowej kolejności genów mitogenomu kręgowców, a szczegółowe badania porównawcze pozwoliły stwierdzić, że zmiana kolejności genów nastąpiła wskutek pojedynczej duplikacji obejmującej duży fragment genomu obejmujący ponad 12 kpz i następczej delecji szeregu genów, do której doszło u wspólnego przodka dwóch wspomnianych gatunków.

## Historia odkrycia

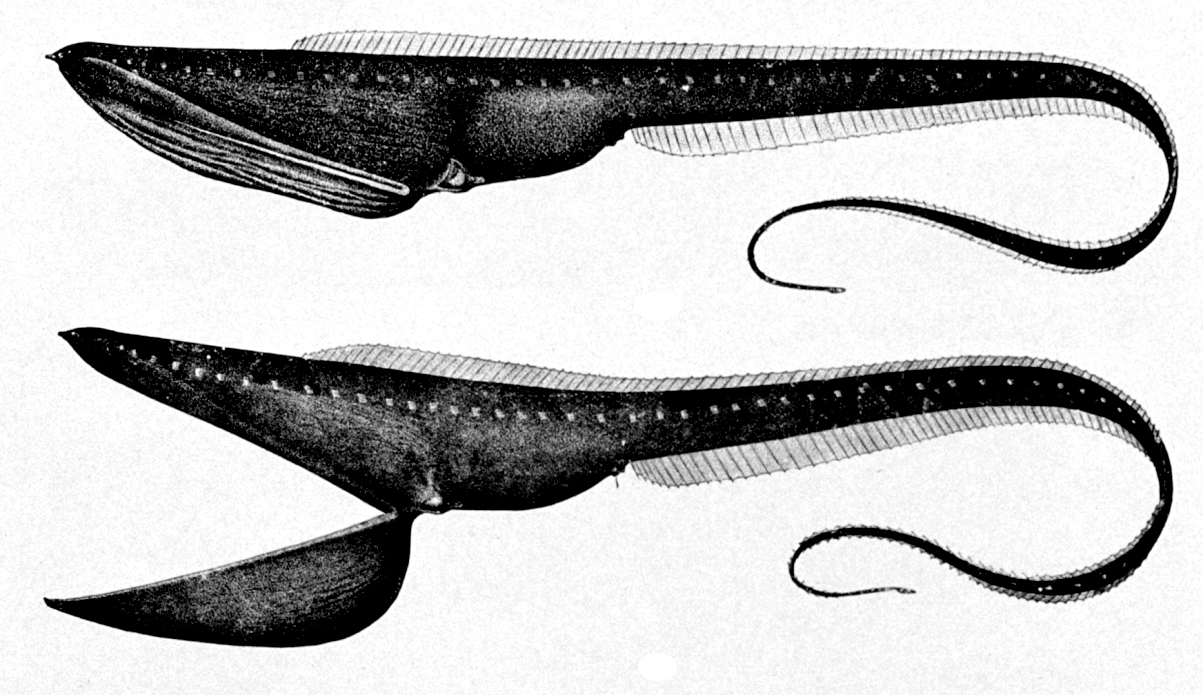
Rycina z Oceanic Ichthyology pod redakcją George’a Browna Goode’a i Tarletona Hoffmana Beana (1896)

Gatunek został opisany przez francuskiego zoologa Léona Vaillanta. Holotypowy okaz został złowiony podczas trzeciej wyprawy oceanograficznej statkiem Travailleur w 1882 roku i zaprezentowany Francuskiej Akademii Nauk w grudniu 1882 roku. W następnym roku Theodore Gill i Ryder opisali pięć dalszych okazów odłowionych podczas ekspedycji statku Albatross, klasyfikując je jako nowy rodzaj i gatunek, nazwany na cześć Spencera Fullertona Bairda Gastrostomus bairdii (obecnie młodszy synonim) i tworząc dla nich oraz dla przedstawicieli znanej wcześniej rodziny Saccopharyngidae nowy rząd, Lyomeri. Leptocefale jako larwy gardzielcokształtnych jako pierwszy zidentyfikował Johan Hjort. Anatomię połykacza badali m.in. Gill i Ryder, Bertin, Nusbaum-Hilarowicz, Czernawin i Böhlke. Pierwszym, który obserwował te ryby w środowisku naturalnym, był William Beebe.
Połykacz jest często przywoływany jako przykład niezwykłych ewolucyjnych przystosowań: w swoich książkach pisali o nim m.in. Henry Fairfield Osborn i Stephen Jay Gould oraz Richard Dawkins.